# Small cell

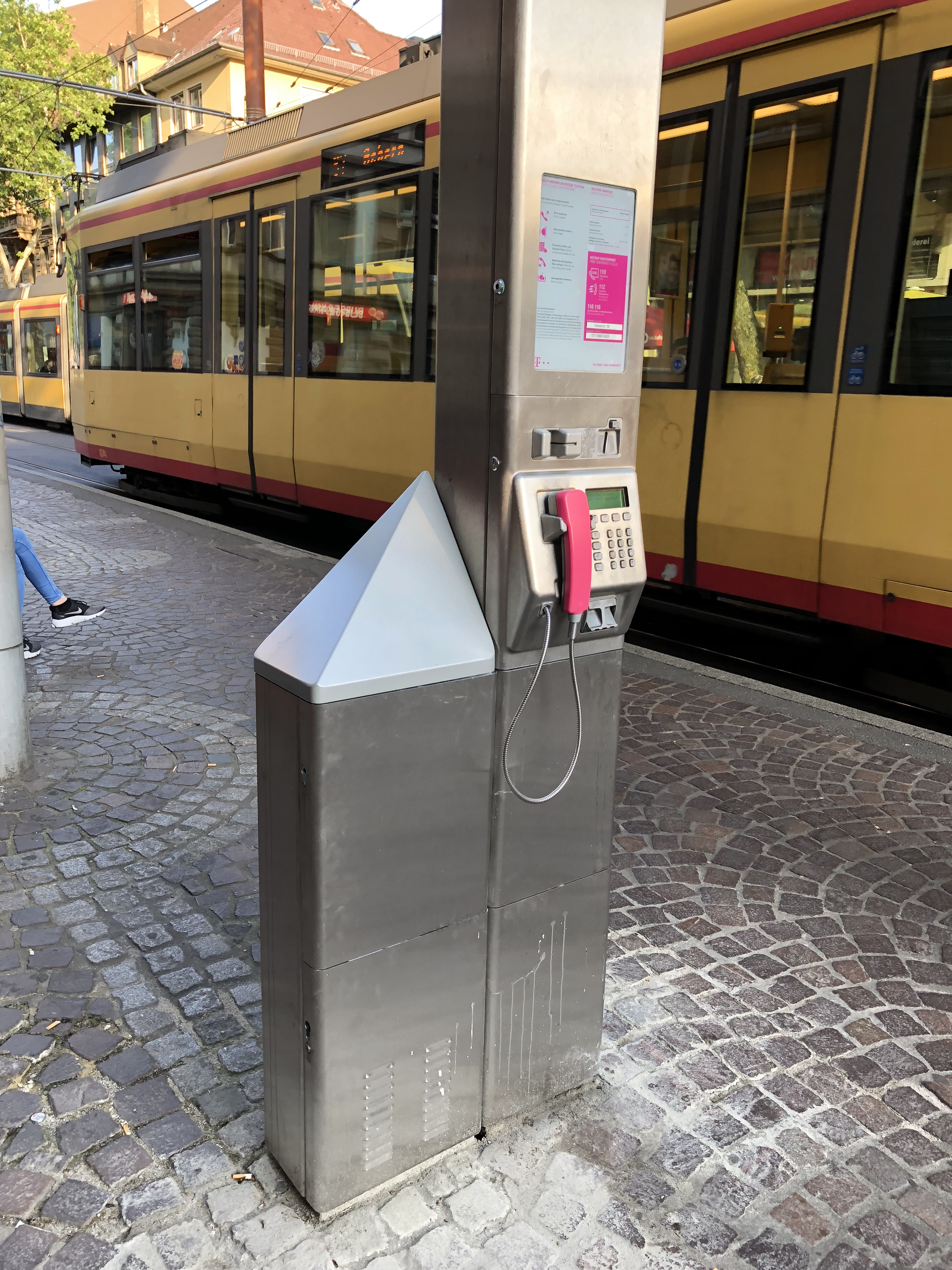
LTE Small Cell operada per la companyia alemanya Deutsche Telekom

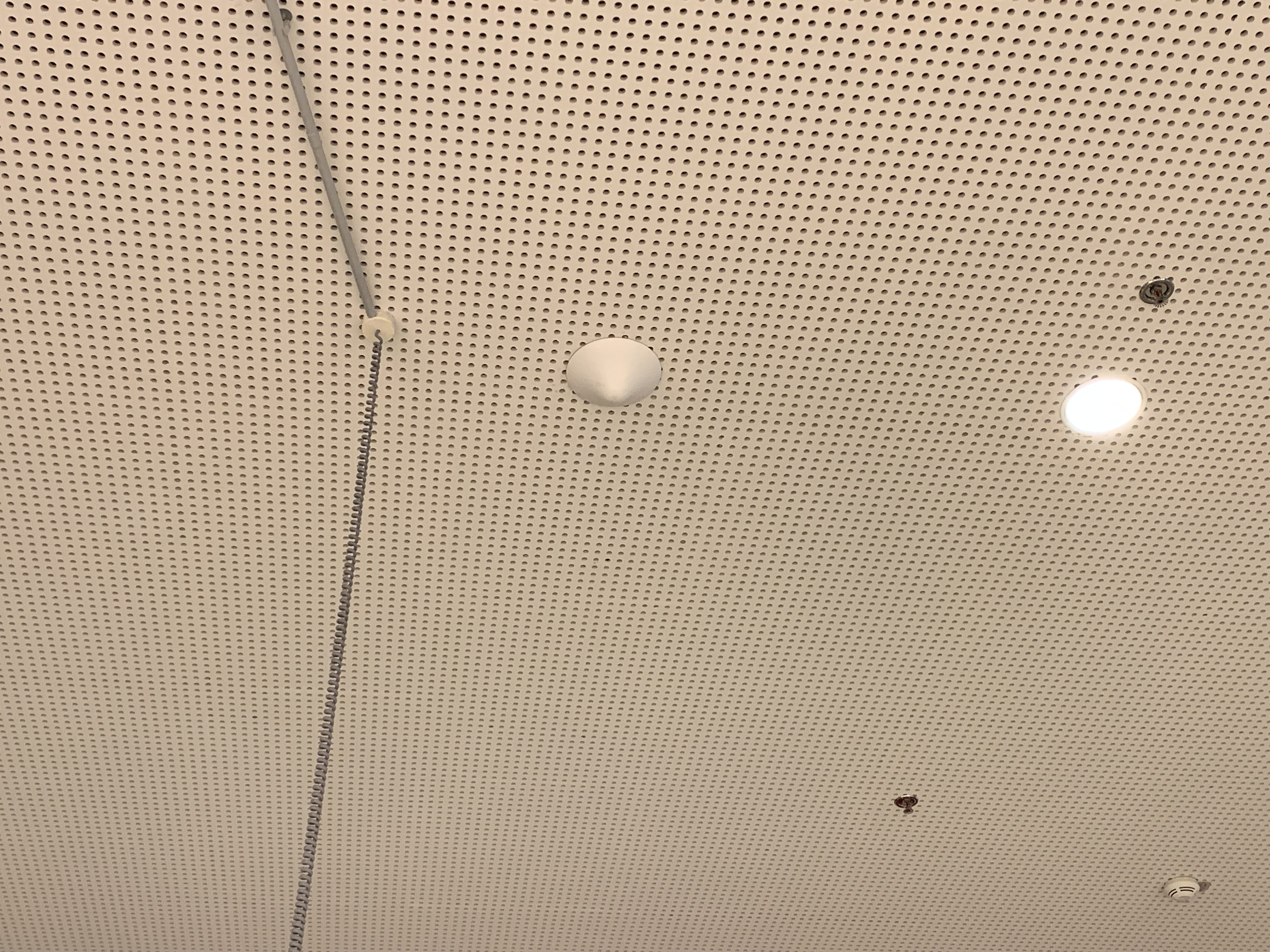
small cel dins d'un centre comercial

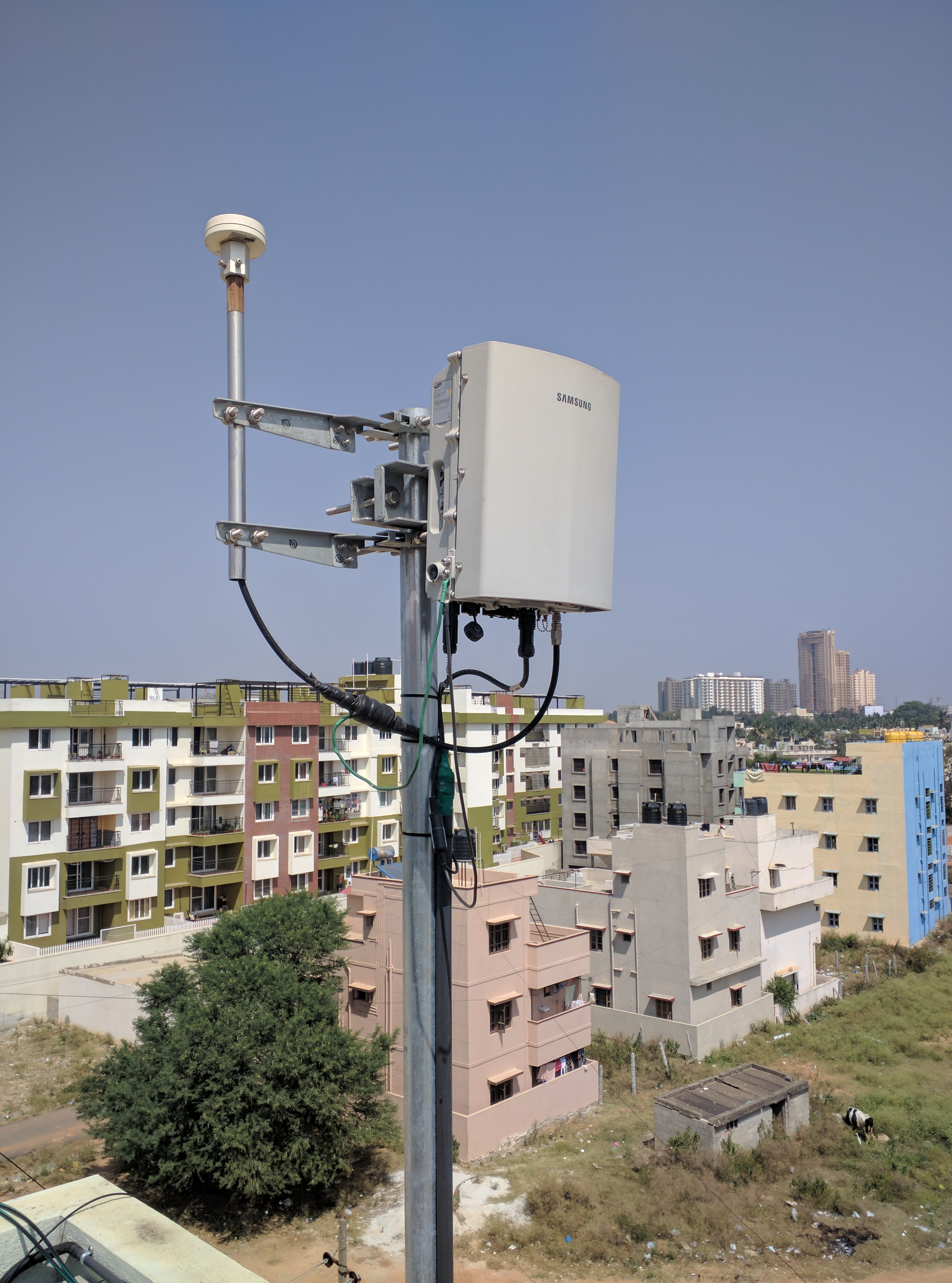
Una small cel situada a la terrassa d'un edifici de Bangalore, Índia

Les small cells són nodes d'accés de ràdio cel·lular de baixa potència que operen en un espectre llicenciat i sense llicència que té un abast de 10 metres a uns quants quilòmetres. Són "petites" en comparació amb una macrocel·la mòbil, en part perquè tenen un abast més curt i en part perquè solen gestionar menys trucades o sessions concurrents. Utilitzen millor l'espectre disponible reutilitzant les mateixes freqüències moltes vegades en una àrea geogràfica. S'estan construint menys llocs de macrocel·les, amb un nombre més gran de petites cel·les reconegudes com a mètode important d'augmentar la capacitat, la qualitat i la resistència de la xarxa cel·lar amb un enfocament creixent amb LTE Advanced.

## Tipus de small cells
Les small cells poden abastar femtocel·les, passant per les picocel·les i microcel·les. Les xarxes de petites cel·les també es poden realitzar mitjançant tecnologia de ràdio distribuïda que utilitza unitats de banda de base centralitzada i capçals de ràdio remots. La tecnologia de transformació de fases (centrant un senyal de ràdio en una àrea molt específica) pot millorar o enfocar la cobertura de petites cel·les. Aquests enfocaments de small cells tenen una gestió centralitzada de l'operador de xarxa mòbil.
Les small cells ofereixen una petita petjada de ràdio, que pot oscil·lar entre els 10 metres a les ubicacions urbanes i les de construcció fins a 2   km per a una ubicació rural. Els picocells i els microcel·les també poden tenir un abast d'uns pocs centenars de metres a uns quants quilòmetres, però difereixen de les femtocel·les, ja que no sempre tenen capacitats d'autoorganització i autogestió.
Les small cells estan disponibles per a una àmplia gamma d'interfícies d'aire que inclouen GSM, CDMA2000, TD-SCDMA, W-CDMA, LTE i WiMax. A la terminologia 3GPP, un node domèstic B (HNB) és un femtocell 3G. Un eNode casolà B (HeNB) és un femtocell LTE. La Wi-Fi és una cel·la petita però no funciona en l'espectre llicenciat i, per tant, no es pot gestionar tan eficaçment com les small cells que utilitzen l'espectre amb llicència. Els desplegaments de petites cel·les varien segons el cas d'ús i la tecnologia de ràdio emprada.

## Terme de paraigües
La forma més comuna de small cells és femtocells. Eren inicialment dissenyat per residencial i ús empresarial petit, amb una gamma curta i un nombre limitat de canals. Femtocells Amb capacitat i gamma augmentada spawned una proliferació de termes: metrocells, metro femtocells, accés públic femtocells, empresa femtocells, super femtos, Classe 3 femto, més gran femtos i microcells. El terme "les small cells" és freqüentment utilitzat per analistes i la indústria com un paraigua per descriure les implementacions diferents de femtocells, i per netejar cap amunt de qualsevol confusió que femtocells és limitat a usos residencials. Les small cells són de vegades, incorrectament, també utilitzat per descriure sistemes d'antena distribuïda (DAS) quins no són baix-powered nodes d'accés.

## Propòsit
Les small cells es poden utilitzar per proporcionar un servei sense-fils a l'aire lliure. Els operadors mòbils els utilitzen per ampliar la seva cobertura de serveis i / o augmentar la capacitat de la xarxa .
ABI Research argumenta que les small cells també ajuden als proveïdors de serveis a descobrir noves oportunitats d'ingressos a través de la seva informació d' ubicació i presència. Si un usuari registrat introdueix una femtozone, se li notificarà a la xarxa la seva ubicació. El proveïdor de serveis, amb el permís de l'usuari, podria compartir aquesta informació d'ubicació per actualitzar l'estat de les xarxes socials de l'usuari, per exemple. L'obertura d'APIs de petites cel·les a l'ecosistema mòbil més ampli podria permetre un efecte de cua llarga.
La cobertura rural és també un mercat clau que s'ha desenvolupat a mesura que els operadors de telefonia mòbil han començat a instal·lar metrocel·les d'accés públic a zones remotes i rurals que només tenen cobertura 2G o cap cobertura. Els avantatges de costos de les small cells en comparació amb les macro-cel·les fan que sigui econòmicament factible proporcionar cobertura de comunitats molt més petites (entre unes poques de deu i alguns centenars). El Small Cell Forum va publicar un llibre blanc que descriu els aspectes tecnològics i empresarials. Els operadors de telefonia mòbil dels països desenvolupats estan provant o instal·lant aquests sistemes. El pioner en proporcionar cobertura rural amb petites cel·les va ser SoftBank Mobile, l'operador mòbil japonès, que ha instal·lat més de 3000 small cells 3G d'accés públic a les oficines de correus del Japó. Al Regne Unit, el programa Rural Open Sure Signal de Vodafone i l'esquema rural 3G/4G d'EE augmenten la cobertura geogràfica.

## Xarxes mòbils futures

Cel·les d'una instal·lació genèrica de small cells

Les small cells són una part integral de les futures xarxes LTE. A les xarxes 3G, les petites cel·les es veuen com una tècnica de descàrrega. A les xarxes 4G, s'introdueix el principi de xarxa heterogènia (HetNet) on es construeix la xarxa mòbil amb capes de small cells i macrocells. A LTE, totes les cel·les s'auto-organitzen, basant-se en els principis establerts a l'actual NodeB Home (HNB), el terme 3GPP per a femtocel·les residencials.
Les futures innovacions en el disseny d'accés a la ràdio introdueixen la idea d'una arquitectura gairebé plana on la diferència entre una small cel i una macrocel·la depèn del nombre de cubs que s'aplica entre si.
El senyal de transmissió de MBS es debilita ràpidament quan el senyal de l'estació base macro (MBS) arriba a l'interior. Les femtocel·les proporcionen una solució a les dificultats presents en el sistema basat en macrocel·les. Per tant, la cobertura de xarxa de Femto Station Station (FBS) és una de les principals preocupacions en un entorn interior per obtenir una bona qualitat de servei (QoS).

## Desplegaments en el mercat
Al desembre de 2017, s'han desplegat un total de més de 12 milions de petites cel·les a tot el món, amb previsions de fins a 70 milions el 2025

## Backhaul de les small cells
Backhaul és necessari per connectar les small cells a la xarxa principal, a Internet i a altres serveis. Per a la seva utilització, es pot utilitzar Internet de banda ampla existent. A les instal·lacions exteriors urbanes, els operadors mòbils consideren aquest un desafiament més gran que el backhaul macrocell perquè: a) Les small cells són típicament en a-abast dures, les ubicacions del carrer de nivell propers o, llocs oberts per sobre del terrat. b) de grau operador connectivitat ha de es proporcionarà a un cost molt inferior per bit. Com a solucions s'han proposat moltes tecnologies sense fils i cablejades, i s'aconsegueix que calgui una "caixa d'eines" per abordar diversos escenaris de desplegament. Small View Forum publica una visió de consens de la indústria sobre com fer que les diferents característiques de la solució coincideixin amb els requisits. La solució de backhaul està influenciada per una sèrie de factors, incloent la motivació original de l'operador per desplegar small cells, que podrien ser per a una capacitat específica, cobertura interior o exterior.